# Заглавие
Заглавието е име на книга, текст или произведение на изкуството (филм, песен, телевизионно предаване, картина и т.н.). Обикновено се избира от автора. Чрез заглавието се идентифицира озаглавеният обект. Често заглавието поставя този обект в определен контекст и насочва начина на осмислянето му. Понякога заглавието е подбрано така, че да възбуди любопитството на читателя, зрителя или слушателя.
Някои текстове допълват заглавието с подзаглавие, което определя темата на текста. Обект на законодателството могат да бъдат както заглавието, така и подзаглавието.
По време на работа върху обекта не рядко се използва т.нар. работно заглавие, което се използва до довършването на работата върху дадения обект.
Обикновено при оформлението на книги, заглавието е показано на предната корица и на заглавната страница.